# Tiedlund förlag
Tiedlund förlag är ett förlag från Lund som ger ut böcker inom genrer som biografi, genus, kvinnoöden och andra världskriget.

## Utgivna böcker
Här följer ett urval av de utgivna böckerna:
- BAISE-MOI av Virginie Despentes
- RATS av Robert Sullivan
- Den galna änkan av Oliver Hilmes
- BARN, DJUR & NATUR av Bent Leicht Madsen
- Skånemästaren - med Roger Eriksson av Roger Eriksson
- När jag levde i modern tid av Linda Grant
- Nazisternas kvinnor av Anna Maria Sigmund
- Nazisternas kvinnor II av Anna Maria Sigmund
- Nazisternas kvinnor III av Anna Maria Sigmund
- Evas kusin av Sibylle Knauss
- Att krama ett träd - och lära känna det av Karin Lagerholm
- Bara för killar av Bertill Nordahl
- Flickorna och pojkarna av Bertill Nordahl
- Jakob, sexton år av Bertill Nordahl
- Stackars barn av Gideon Zlotnik
- Uppgörelsen: en nynazist hoppar av av Ingo Hasselbach